# Cottunculus
Cottunculus es un género de peces de la familia Psychrolutidae, del orden Scorpaeniformes. Este género marino fue descrito por primera vez en 1875 por Robert Collett.

## Especies
Especies reconocidas del género:
- Cottunculus granulosus Karrer, 1968
- Cottunculus microps Collett, 1875[2]
- Cottunculus nudus J. S. Nelson, 1989
- Cottunculus spinosus Gilchrist, 1906
- Cottunculus thomsonii (Günther, 1882)
- Cottunculus tubulosus Byrkjedal & Orlov, 2007

### Lectura recomendada
- Eschmeyer, William N., ed. 1998. Catalog of Fishes. Special Publication of the Center for Biodiversity Research and Information, no. 1, vol 1-3. 2905.
- Ingvar Byrkjedal, Alexei M. Orlov (2007): A new species of Cottunculus (Teleostei: Psychrolutidae) from the Mid Atlantic Ridge. Zootaxa 1580, 63-68: 63-63.
- Special Publication of the Center for Biodiversity Research and Information, no. 1, vol 1-3.
- Nelson, Joseph S. 1994. Fishes of the World, Third Edition. xvii + 600.